# プブリウス・リキニウス・クラッスス・ディウェス・ムキアヌス
プブリウス・リキニウス・クラッスス・ディウェス・ムキアヌス（ラテン語: Publius Licinius Crassus Mucianus 、紀元前180年ごろ-紀元前130年）は、紀元前2世紀中期・後期の共和政ローマの政治家・軍人。紀元前131年に執政官（コンスル）を務めた。

## 出自
ムキアヌスはプレブス（平民）であるムキウス氏族に生まれ、同じくプレブスのリキニウス氏族クラッスス家に養子に入った。
古代の歴史家は、紀元前508年にローマを包囲したエトルリア王ラルス・ポルセンナを暗殺しようとして捕虜となり、その面前で自身の右手を焼いて勇気を示した、伝説的な英雄であるガイウス・ムキウス・スカエウォラ（スカエウォラは左利きの意味）をムキウス氏族の先祖としているが、現代の研究者はこれはフィクションであると考えている。実際、高官を出したムキウス氏族はプレブス系であり、歴史に登場するのは比較的遅く、紀元前220年にクィントゥス・ムキウス・スカエウォラが執政官に就任したときである（即ち、ガイウス以来300年近く歴史に登場していない）。クィントゥスにはプブリウスとクィントゥスの二人の息子がおり、それぞれ紀元前175年と紀元前174年に執政官を務めた。このプブリウスの末子がクラッスス家に養子に入り、プブリウス・リキニウス・クラッスス・ディウェス・ムキアヌスと名乗った（養父は不明）。ムキアヌスの実兄プブリウス・ムキウス・スカエウォラは、紀元前133年に執政官に就任している。

## 経歴

### 初期の経歴
ムキアヌスは紀元前180年ごろに生まれたと推定される。青年期に神祇官の一員となった。紀元前152年にクァエストル（財務官）に就任し、政治家への道を歩み始めた。通常財務官を経験すると元老院議員となるのだが、ムキアヌスが元老院に席を得たのは紀元前147年と遅れた。この件に関する一つの逸話をウァレリウス・マクシムスが残している。紀元前150年、ローマとカルタゴの緊張が高まっていたが、クィントゥス・ファビウス・マクシムスという元老院議員（セルウィリアヌスもしくはアエミリアヌス）が、ある日の帰宅途中にムキアヌスと会い、彼が元老院議員だと誤解して、この日カルタゴに宣戦布告するという元老院秘密令が議論されたことを話してしまった。執政官はクィントゥス・ファビウスを「正直者」とは認めたが、問責決議を下した。
おそらく紀元前142年ごろに、アエディリス・クルリス（上級按察官）に就任した。選挙に勝ったのはセルウィウス・スルピキウス・ガルバの支援が大きかったと思われる。ガルバの息子ガイウスは、ムキアヌスの娘と婚約していた。キケロが按察官時代に壮大な協議会を開催したプブリウス・クラッススという人物に言及しているが、これはおそらくムキニウスのことである。
執政官就任年とウィッリウス法の規定から逆算して、ムキアヌスは遅くとも紀元前134年までにプラエトル（法務官）を務めたはずである。紀元前133年、護民官ティベリウス・センプロニウス・グラックス（グラックス兄）が農地改革を提唱すると、ムキアヌスは兄のプブリウスと共にこれを支持した。グラックスは殺害されてしまうが、ムキアヌスは彼の後を継いで、貧困層に土地を分配するための三人委員会に選ばれた。他はアッピウス・クラウディウス・プルケルとガイウス・センプロニウス・グラックス（グラックス弟。ムキアヌスの義理の息子）であった。
紀元前132年、ペルガモンに退去していた最高神祇官プブリウス・コルネリウス・スキピオ・ナシカ・セラピオが死去すると、ムキアヌスがその後継者として最高神祇官となった。これは彼自身にとっても一族にとってもとてつもない名誉であった。

### 執政官就任と死
紀元前131年、ムキアヌスは執政官に就任した。同僚執政官はパトリキ（貴族）のルキウス・ウァレリウス・フラックスで、彼は軍神マールスの神官（フラーメン）でもあった。この2年前、アッタロス朝ペルガモンの最後の王となったアッタロス3世は、後継者となる男子がなく、自身の意志によって共和政ローマに王国を遺贈した。しかし、これを不満とするアリストニコスが王位を詐称し、紀元前131年にはローマに対して反乱を起こした。両執政官共に軍を率いて出征することを主張したが、最高神祇官を兼ねていたマンキヌスは、神官に過ぎないフラックスがローマを離れることを禁止し、結果ムキアヌスがこの戦争を指揮することとなった。これには前例があった。第一次ポエニ戦争終盤の紀元前242年、執政官アウルス・ポストゥミウス・アルビヌスはマールス神殿の最高神官（フラメン・マルティアリス）でもあり、神殿を守る義務があったため、最高神祇官のルキウス・カエキリウス・メテッルスは、アルビヌスがローマを離れることを許さなかった。紀元前189年にはムキアヌスの養祖父である最高神祇官プブリウス・リキニウス・クラッスス・ディウェスが、クゥイリーヌスの神官でもあった法務官クィントゥス・ファブウス・ピクトルのサルディニアへの出征を禁じた。またクラッスス・ディウェスはガイウス・ウァレリウス・フラックスに対し、彼の意志に反して、ユーピテルの神官になるよう強制した。両最高神祇官ともにプレブスの出身であり、その地位を利用して配下のパトリキの権威を弱めようとしたのである。また、ムキアヌスは祖父の敗北に対する復讐を行いたいとの気持ちもあったと思われる。
民会はフラックスに好意的であったが、最高神祇官の決定に逆らうことはできなかった。結果、ムキニウスはペルガモンに向けて出発する。強力な軍を率いて小アジアに上陸し、ビテュニア、カッパドキア、パフラゴニアおよびポントスの王達からの援軍も得た。アリストニコスにはトラキアが味方したが、ローマ軍は完敗し、ムキアヌスは捕虜となった。それ以上の恥辱を避けるため、ムキアヌスは見張りの兵を殴り、結果として刺殺された。ウァレリウス・マクシムスは、「ムキアヌスは、運命が自由を奪った足かせを自ら引き裂いた。彼はそれを賢く、勇敢に行った」と述べている。切断されたムキニウスの首はアリストニコスに届けられ、遺体はスミルナに埋葬された。

## 人格
同時代の歴史家であるプブリウス・センプロニウス・アセッリオは、ムキアヌスを以下のように評している。「このクラッススは最も重要な5つの天の恵みをもっていた。即ち、富裕であり、高貴であり、雄弁であり、法律に非常に精通していた。そして最高神祇官でもあった」。他の古代の作家たちもムキアヌスの弁舌家としての才能と法律の幅広い知識に言及している。
一方で、アウルス・ゲッリウスはペルガモン戦争で見せたムキアヌスの残虐性に関しても書いている。

## 子孫
ムキアヌスには娘が二人いた。一人はガイウス・スルキピウス・ガルバの妻となり、もう一人はガイウス・センプロニウス・グラックス（グラックス弟）の妻となった。

## 参考資料

### 古代の資料
- ウァレリウス・マクシムス『有名言行録』
- アウルス・ゲッリウス『アッティカ夜話』
- カピトリヌスのファスティ
- ティトゥス・リウィウス『ローマ建国史』
- マルクス・トゥッリウス・キケロ『義務について』
- マルクス・トゥッリウス・キケロ『雄弁家について』
- マルクス・トゥッリウス・キケロ『演説集（ピリッピカ）』

### 研究書
- Egorov A. Muzii Stsevola, Licinia Crassa and Julia Caesari (Roman intelligentsia and the crisis of the late 1st - early 2nd centuries BC) // Mnemon. - 2003. - No. 2 . - S. 191-204 .
- Klimov O. Pergamon Kingdom. - SPb. : Faculty of Philology and Arts, St. Petersburg State University; Nestor-History, 2010 .-- 400 p. - ISBN 978-5-8465-0702-9 .
- Broughton R. Magistrates of the Roman Republic. - New York, 1951. - Vol. I. - P. 600.
- Münzer F. Licinius 72 // Paulys Realencyclopädie der classischen Altertumswissenschaft . - 1926. - Bd. XIII, 1. - Kol. 334-338.
- Münzer F. Mucius // Paulys Realencyclopädie der classischen Altertumswissenschaft . - 1933. - Bd. XVI, 1. - Kol. 412-414.
- Münzer F. Mucius 17 // Paulys Realencyclopädie der classischen Altertumswissenschaft . - 1933. - Bd. XVI, 1. - Kol. 425-428.
- Münzer F. Valerius 175 // Paulys Realencyclopädie der classischen Altertumswissenschaft . - 1955. - Bd. VIII A, 1. - Kol. 21-22.